# Urocystis (champignon)
Pour les articles homonymes, voir Urocystis.
Genre
Urocystis est un genre de champignons de la classe des Ustilaginomycetes et de la famille des Urocystidaceae. Ce microchampignon phytopathogène est un agent de la maladie cryptogamique du charbon. Son espèce type est Urocystis occulta, un pathogène du seigle.

## Description
Ses sores se produisent principalement dans les feuilles et les tiges, parfois dans les fleurs ou les graines, moins souvent dans les racines. Elles se présentent sous forme de stries, de taches, de renflements ou de galles brun à brun noirâtre, contenant une masse de boules de spores noires et poudreuses. D'abord recouverte par un épiderme gris plomb, les spores sont ensuite libérées par sa déchirure,. 
Les boules de spores sont composées d'une à trois spores brunes, plus ou moins complètement entourées de cellules stériles plus pâles et plus petites, le tout prenant typiquement la forme d'un dessin enfantin de marguerite. La germination des spores est de type Tilletia. L'insertion des hyphes du parasite dans l'hôte s'effectue par des haustoria avec des zones d'intéraction élargies. Les septa des cloisons cellulaires sont simples, munis de capuchons membranaires et deux plaques non membranaires permettant de fermer le pore,.
Urocystis est un taxonomiquement bien délimité comprenant environ 170 espèces et parasitant 31 familles de plantes hôtes dont 16 chez les monocotylédones, surtout des graminées et 15 chez les dicotylédones. L'infection est généralement systémique, se produisant d'une année sur l'autre. Quelques espèces sont également connues sous leur forme végétative, dites anamorphe, sous le nom Paepalopsis Kuhn.
La détermination des espèces est souvent difficile en raison du chevauchement des rares caractères distinctifs basés sur la morphologie des boules de spores, des spores et des cellules stériles.

Quelques espèces du genre Urocystis
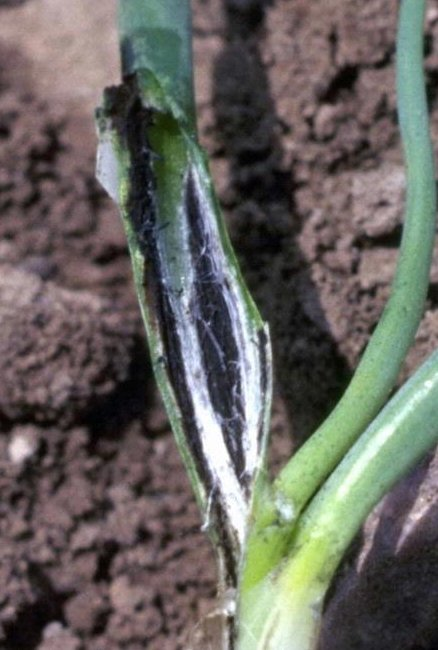
Urocystis magica sur Allium cepa.
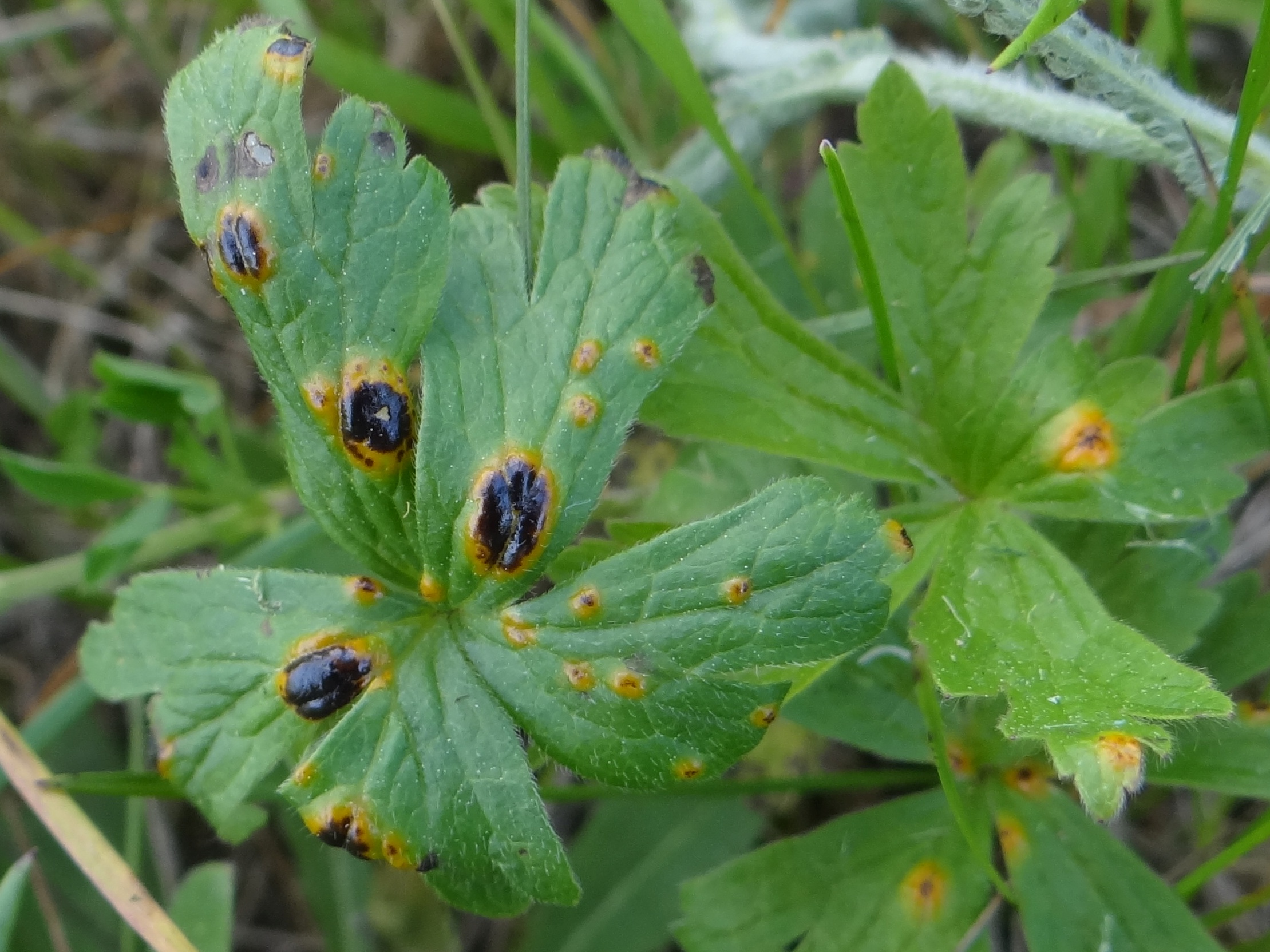
Urocystis anemones sur Anemone nemorosa.
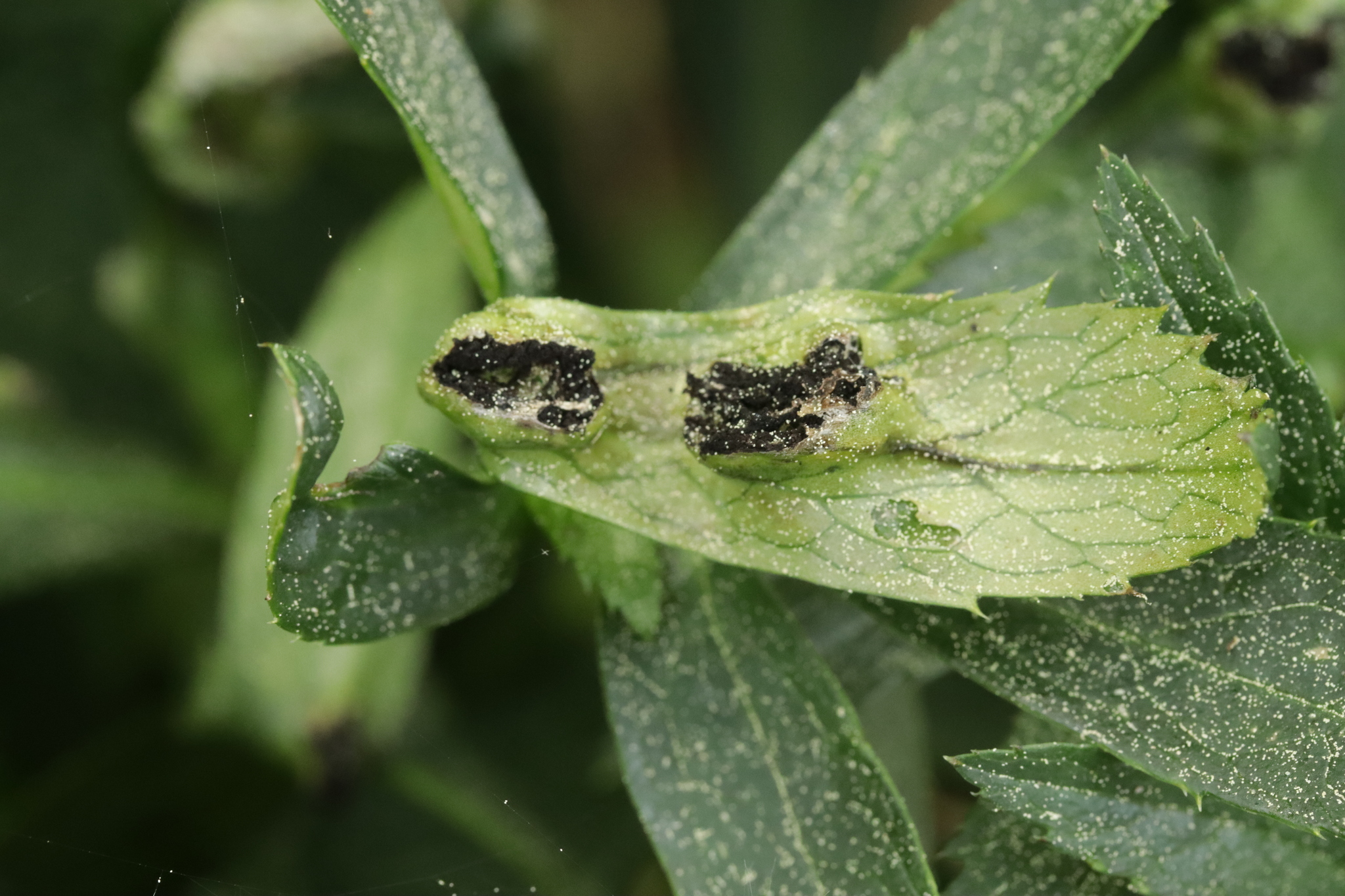
Urocystis floccosa sur Helleborus viridis.
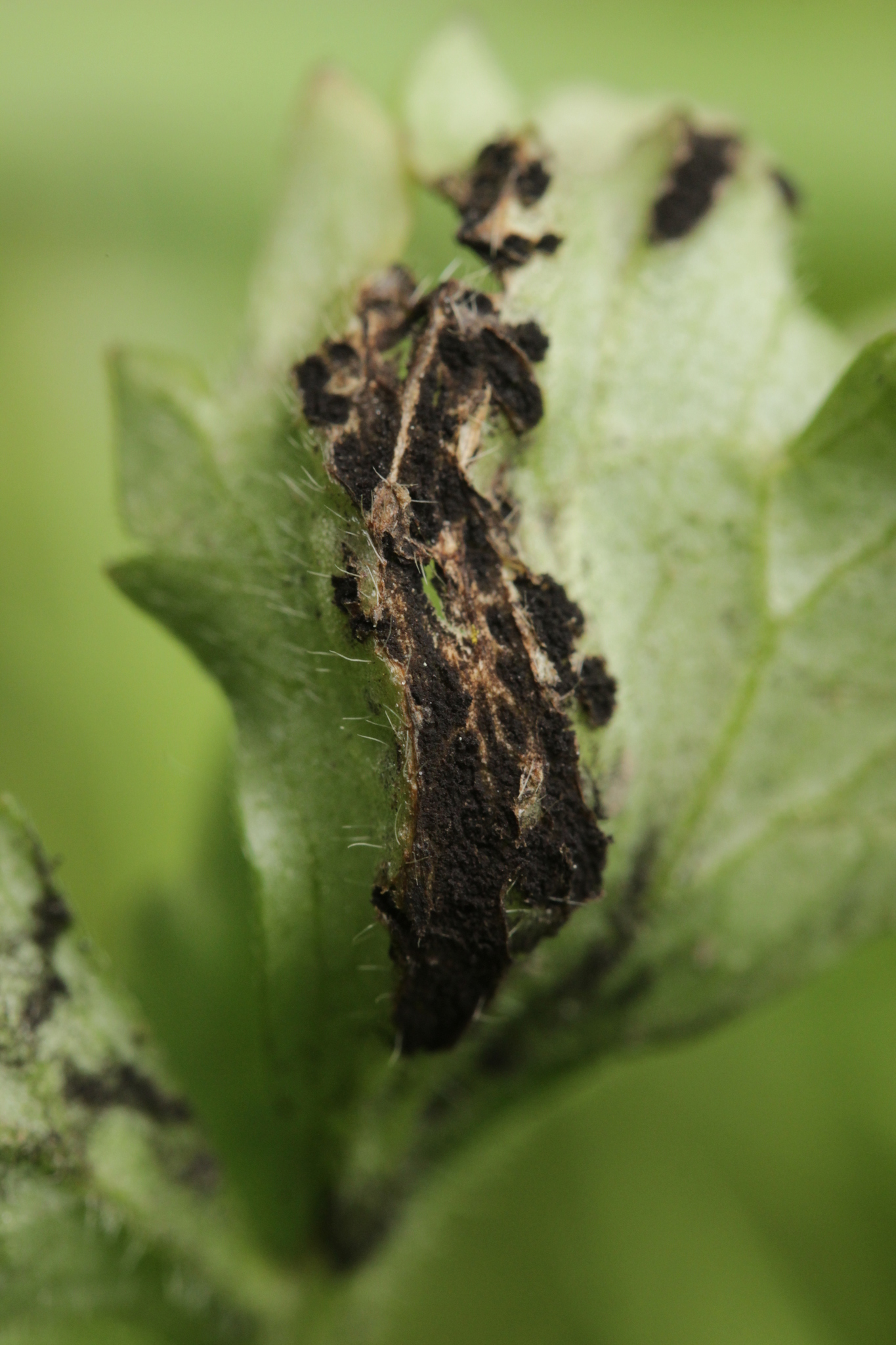
Urocystis ranunculi sur Ranunculus repens.
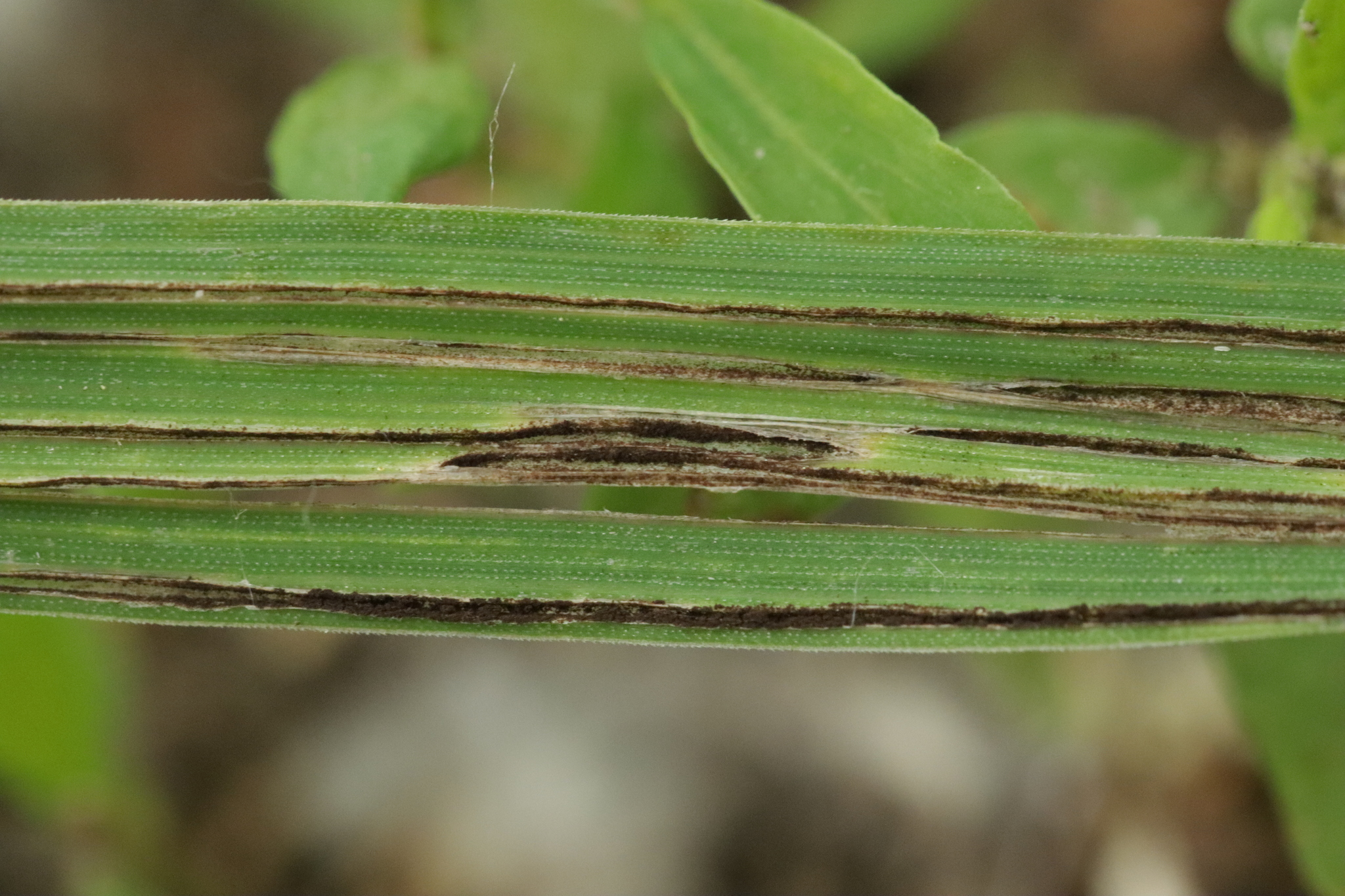
Urocystis bromi sur Bromus inermis.
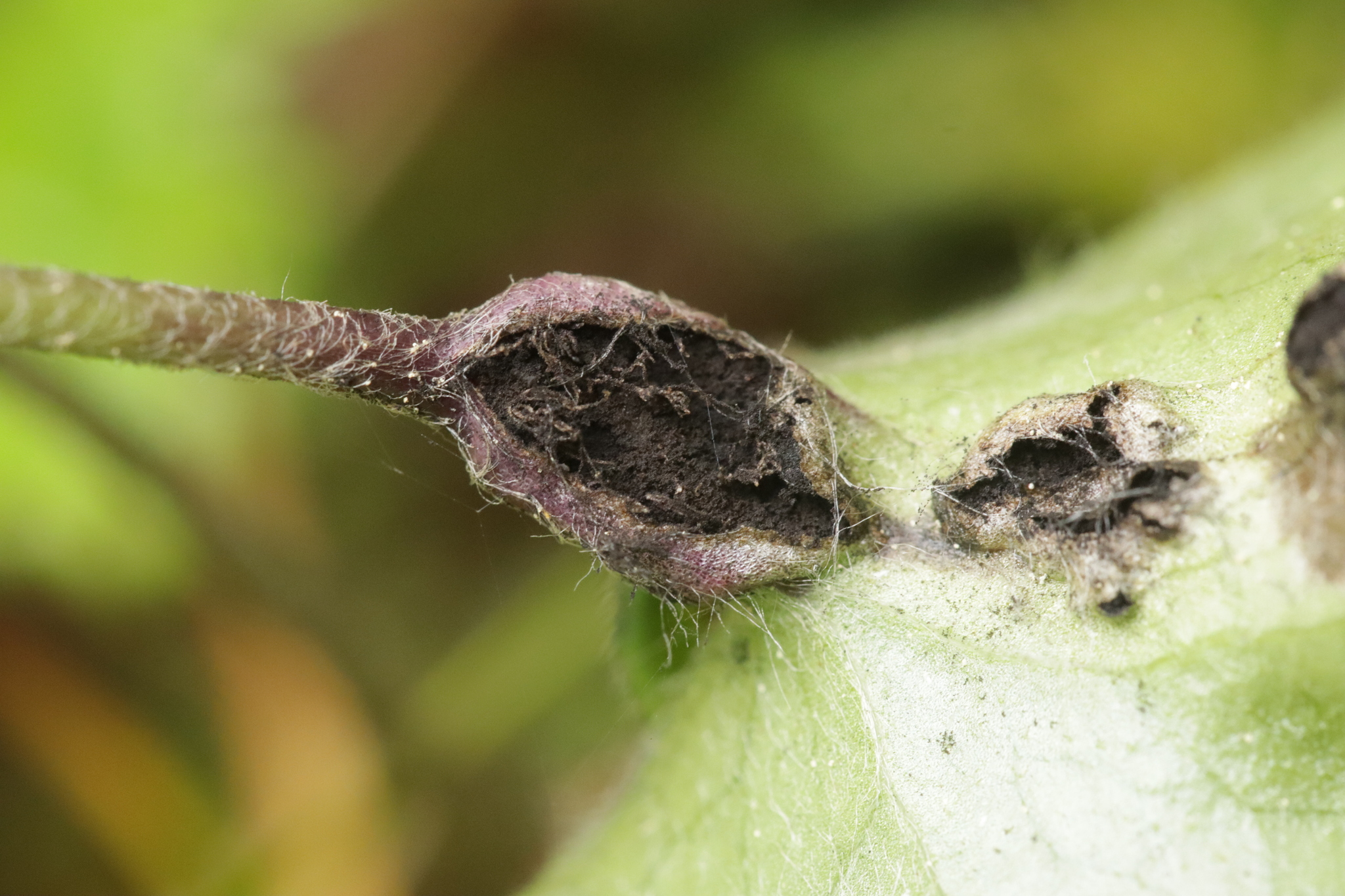
Urocystis syncocca sur Hepatica nobilis.
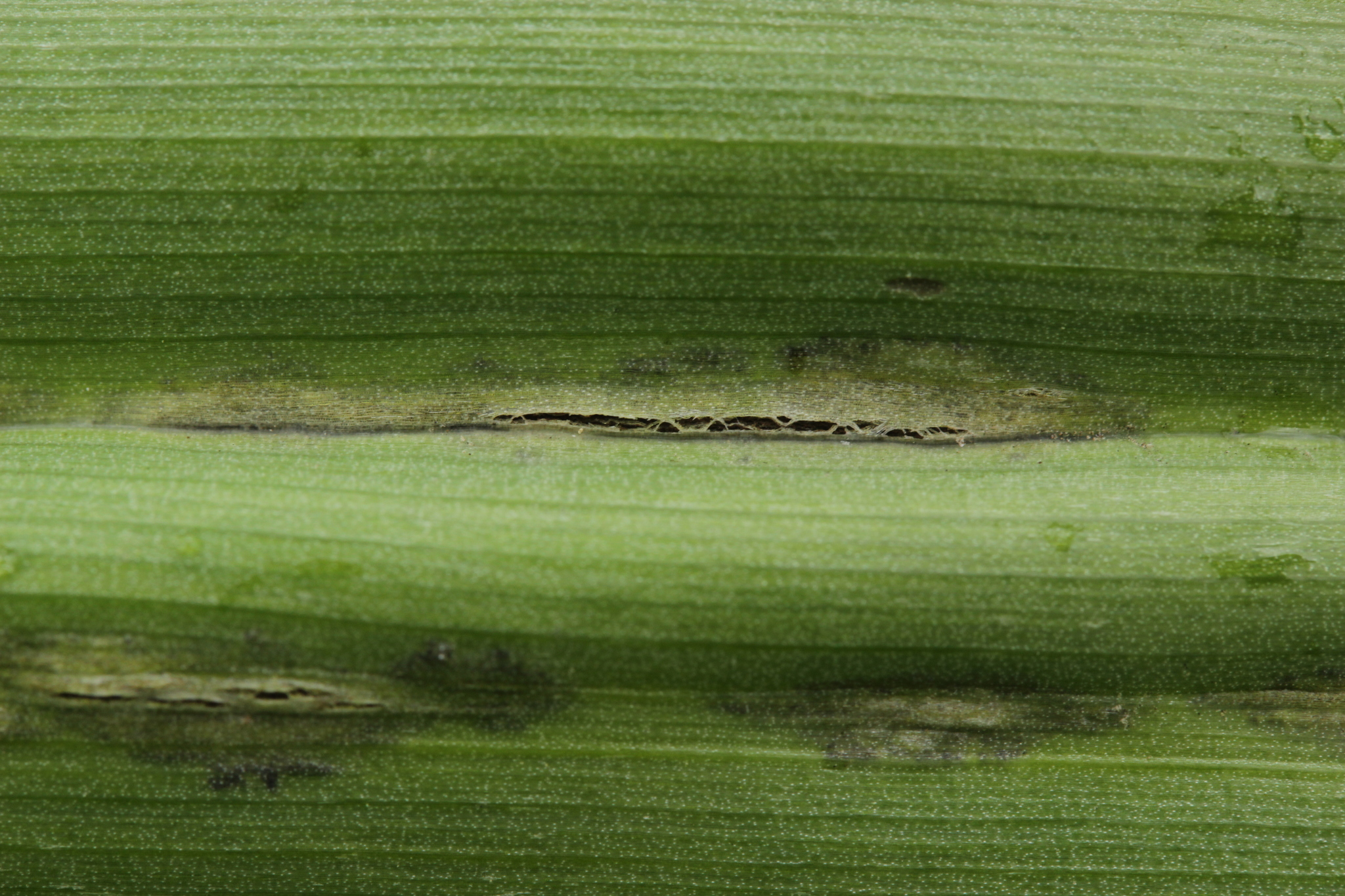
Urocystis colchici sur Colchicum autumnale.
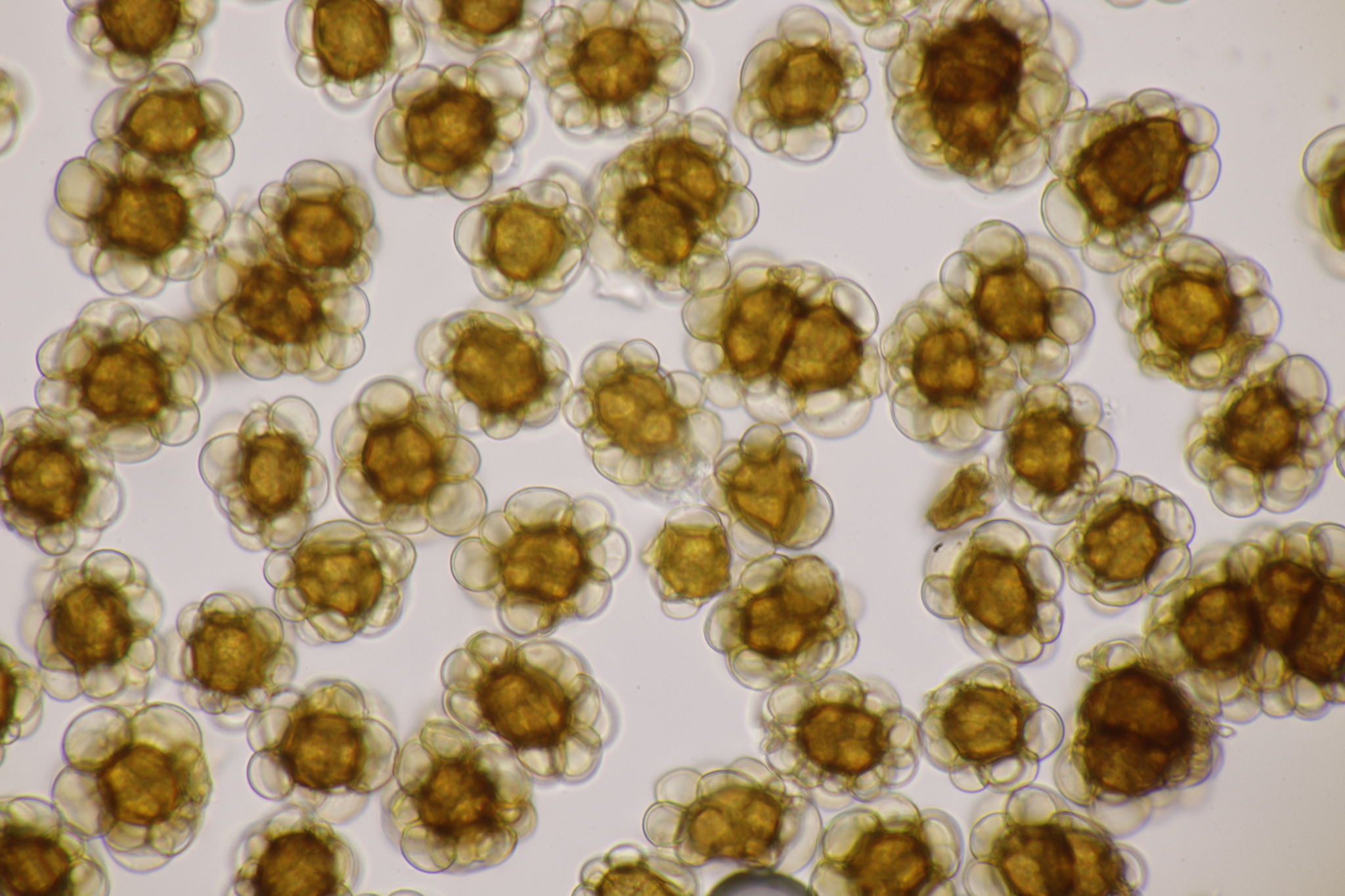
Boules de spores d'Urocystis fischeri.
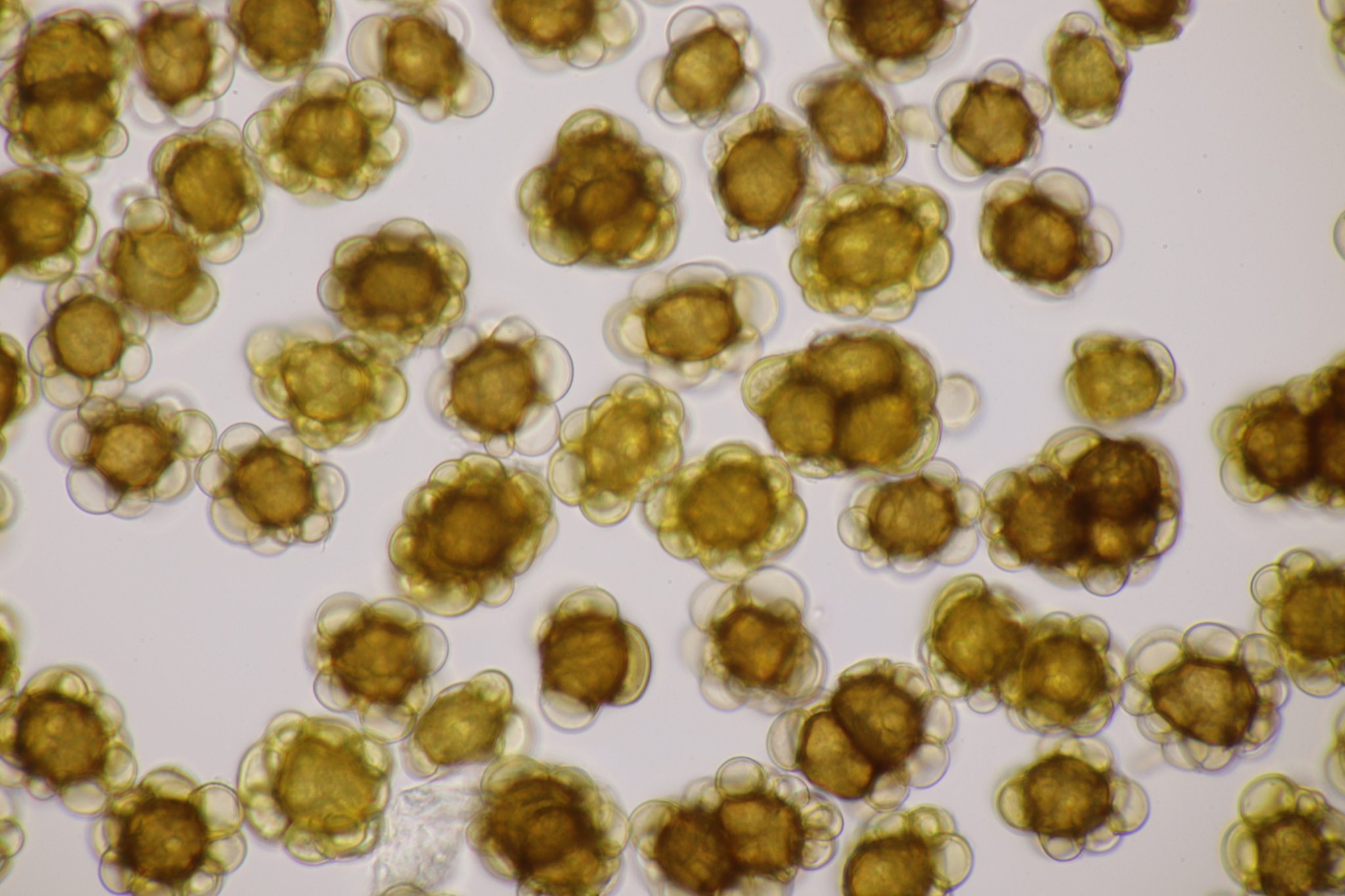
Boules de spores d'Urocystis agropyri.
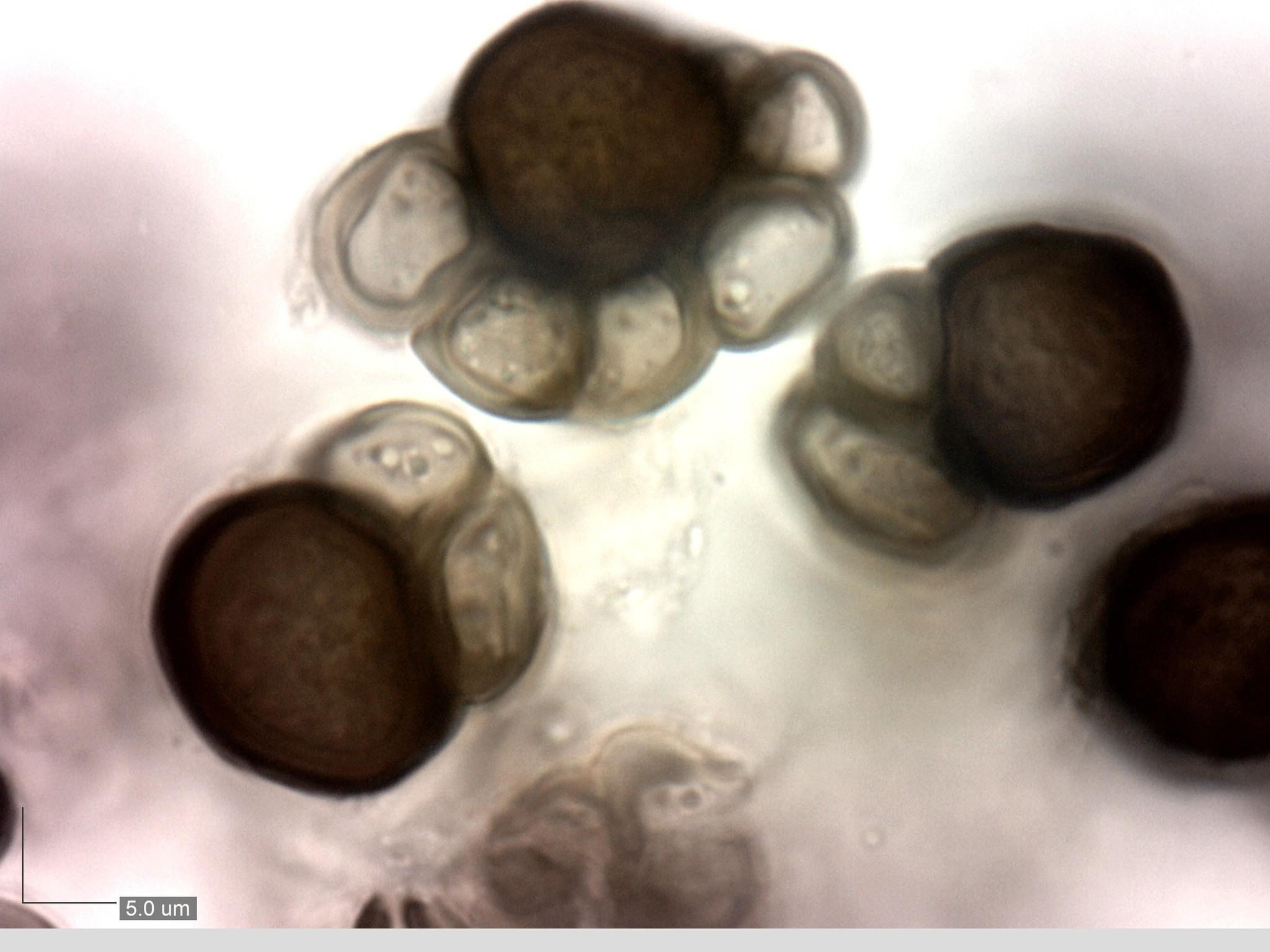
Boules de spores d'Urocystis anemones.

## Liste des espèces
Selon GBIF (11 novembre 2022) :
- Urocystis achnatheri L.Guo
- Urocystis agropyri (Preuss) A.A.Fisch.Waldh.
- Urocystis agropyri-campestris (Massenot) H.Zogg
- Urocystis agropyri-juncei (Viennot-Bourgin) Zogg
- Urocystis agrostidis (Lavrov) Zundel
- Urocystis alaskana Zundel
- Urocystis alopecuri A.B.Frank
- Urocystis alstroemeriae Vánky & C.Vánky
- Urocystis americana (Speg.) De Toni
- Urocystis andina (Speg.) Zundel
- Urocystis anemones (Pers.) G.Winter
- Urocystis anemones-narcissiflorae Vánky
- Urocystis antarctica (Speg.) Vánky
- Urocystis antipolitana Magnus
- Urocystis antucensis (Liro) Piątek
- Urocystis aquilegiae (Cif.) Schwarzman
- Urocystis arjonae Speg.
- Urocystis arrhenatheri (Kuprev.) Săvul.
- Urocystis arxanensis L.Guo
- Urocystis asphodeli (Massenot) Vánky
- Urocystis atragenes (Liro) Zundel
- Urocystis atropidis (Lavrov) Zundel
- Urocystis aurea Vánky
- Urocystis avenae-elatioris (Kochman) Zundel
- Urocystis avenastri (Massenot) Nannf.
- Urocystis beckmanniae I.E.Brezhnev
- Urocystis beckwithiae Vánky
- Urocystis behboudii (Esfand.) Vánky
- Urocystis beijingensis L.Guo
- Urocystis bolboschoeni Denchev, T.Denchev, Spooner & Legon
- Urocystis bolivarii Bubák & Gonz.Frag.
- Urocystis bomareae Dietel & Neger
- Urocystis bornmuelleri Magnus
- Urocystis brassicae Mundk.
- Urocystis bromi (Lavrov) Zundel
- Urocystis bulbinellae (P.H.B.Talbot) Vánky, M.Lutz, R.Bauer & Piątek
- Urocystis bulbocodii Vánky
- Urocystis calamagrostidis (Lavrov) Zundel
- Urocystis callianthemi Domashova
- Urocystis camassiae Vánky
- Urocystis carcinodes (Berk. & M.A.Curtis) E.Fisch.
- Urocystis castellana (Gonz.Frag.) Zundel
- Urocystis cepulae Frost
- Urocystis ceratocephali Zambett. ex Vánky
- Urocystis chifengensis L.Guo & T.Z.Liu
- Urocystis chorizandrae Cunningt., R.G.Shivas & Vánky
- Urocystis circaeasteri Vánky
- Urocystis clintoniae (Kom.) Uljan. ex Govorova
- Urocystis colchici (Schltdl.) Rabenh.
- Urocystis colchici-lutei Zundel
- Urocystis coralloides Rostr.
- Urocystis corsica (Mayor & Terrier) Vánky
- Urocystis cortusae (Liro) Schwarzman
- Urocystis curculiginis A.R.Patil, T.M.Patil & M.S.Patil
- Urocystis dactylidina (Lavrov) Zundel
- Urocystis delphinii Golovin
- Urocystis deschampsiae Piątek
- Urocystis destruens McAlpine
- Urocystis dioscoreae Syd. & P.Syd.
- Urocystis dunhuangensis S.H.He & L.Guo
- Urocystis elymi (Cif.) Schwarzman
- Urocystis eranthidis (Pass.) Ainsw. & Sampson
- Urocystis eriospermi (Syd.) Zundel
- Urocystis erythronii G.P.Clinton
- Urocystis ferrarisiana (Cif.) Zundel
- Urocystis ficariae (Liro) Moesz
- Urocystis filipendulae (Tul. & C.Tul.) J.Schröt.
- Urocystis fischeri Körn.
- Urocystis floccosa (Wallr.) D.M.Hend.
- Urocystis flowersii Garrett
- Urocystis fraseri G.P.Clinton & Zundel
- Urocystis gageae Kalymb.
- Urocystis galanthi H.Pape
- Urocystis giliae Speg.
- Urocystis glabella Vánky & R.G.Shivas
- Urocystis gladiolicola Ainsw.
- Urocystis granulosa G.P.Clinton
- Urocystis helanensis L.Guo
- Urocystis helvetica (Cif.) H.Scholz & I.Scholz
- Urocystis herteriana (Cif.) Berbee
- Urocystis heucherae Garrett
- Urocystis hierochloae (Murashk.) Vánky
- Urocystis hieronymi J.Schröt.
- Urocystis hispanica (Syd.) Zundel
- Urocystis hordei (Cif.) Zundel
- Urocystis hordeicola (Lavrov) Schwarzman
- Urocystis irregularis (G.Winter) Săvul.
- Urocystis ixiolirii Zaprom.
- Urocystis jaapiana Sacc.
- Urocystis japonica (Henn.) L.Ling
- Urocystis johansonii (Lagerh.) Magnus
- Urocystis junci Lagerh.
- Urocystis kmetiana Magnus
- Urocystis koeleriae L.Guo
- Urocystis komarovii (Lavrov) Zundel
- Urocystis lagerheimii Bubák
- Urocystis leersiae Vánky
- Urocystis leimbachii Oertel
- Urocystis leucoji Bubák
- Urocystis lithophragmatis Garrett
- Urocystis littoralis (Lagerh.) Zundel
- Urocystis luzulae (J.Schröt.) J.Schröt.
- Urocystis macrospora (Desm.) Liro
- Urocystis mayorii (Cif.) Uljan.
- Urocystis melicae (Lagerh. & Liro) Zundel
- Urocystis miyabeana Togashi & Onuma
- Urocystis monotropae (Fr.) A.A.Fisch.Waldh.
- Urocystis multispora Y.C.Wang
- Urocystis murashkinskyi (Cif.) Zundel
- Urocystis muscaridis (Niessl) Moesz
- Urocystis mustaphae Maire
- Urocystis narcissi (Gonz.Frag.) Vánky
- Urocystis nevodovskyi Schwarzman
- Urocystis nivalis (Liro) Zundel
- Urocystis novae-zelandiae (G.Cunn.) G.Cunn.
- Urocystis oblonga (Massenot) H.Zogg
- Urocystis occulta (Wallr.) Rabenh.
- Urocystis ornithogali Körn.
- Urocystis ornithoglossi (Syd.) Zundel
- Urocystis orobanches (Mérat) A.A.Fisch.Waldh.
- Urocystis oryzopsidis Padwick & Azmatullah
- Urocystis oxalidis Pazschke
- Urocystis oxygraphidis Vasyag.
- Urocystis pacifica (Lavrov) Zundel
- Urocystis paraquilegiae Petr.
- Urocystis paridis (Unger) Thüm.
- Urocystis pedicularis (Golovin) Vánky
- Urocystis permagna Roiv.
- Urocystis phaceliae J.C.Lindq. & Gamundí
- Urocystis phalaridis Vánky
- Urocystis phlei (Lavrov) Ignat.
- Urocystis phlei-alpini Terrier
- Urocystis picbaueri Součk.-Tomk.
- Urocystis poae (Liro) Padwick & A.Khan
- Urocystis poae-palustris Vánky
- Urocystis polygonati Moesz & Ulbrich
- Urocystis primulae (Rostr.) Vánky
- Urocystis primulicola Magnus
- Urocystis pseudoanemones Denchev, Kakish. & Y.Harada
- Urocystis puccinelliae L.Guo & H.C.Zhang
- Urocystis pulsatillae (Bubák) Moesz
- Urocystis pulsatillae-albae Vánky & Tóth
- Urocystis qinghaiensis L.Guo
- Urocystis radicicola H.Scholz & I.Scholz
- Urocystis ranunculi (Lib.) Moesz
- Urocystis ranunculi-alpestris Hruby
- Urocystis ranunculi-aucheri Vánky
- Urocystis ranunculi-auricomi (Liro) Zundel
- Urocystis ranunculi-bullati (Cif.) Zundel
- Urocystis ranunculi-lanuginosi (DC.) Zundel
- Urocystis rechingeri Petr.
- Urocystis reinhardii M.Piepenbr., Quintana & Garret
- Urocystis rigida (Liro) Zundel
- Urocystis rodgersiae (Miyabe ex S.Ito) Zundel
- Urocystis roivainenii (Liro) Zundel
- Urocystis rostrariae Piątek
- Urocystis rytzii (Massenot) J.Müll.
- Urocystis schizocaulon (Ces.) Zundel
- Urocystis scilloides Denchev & Kakish.
- Urocystis secalis-silvestris (Uljan.) Schwarzman
- Urocystis sichuanensis L.Guo
- Urocystis simplex (Liro) Vánky
- Urocystis sinensis L.Guo
- Urocystis skirgielloae Piątek
- Urocystis sophiae Griffiths
- Urocystis sorosporioides Körn.
- Urocystis sternbergiae Moesz
- Urocystis stipae McAlpine
- Urocystis subnuda (Liro) Zundel
- Urocystis syncocca (L.A.Kirchn.) B.Lindeb.
- Urocystis tessellata (Liro) Zundel
- Urocystis thaxteri Vánky
- Urocystis tianschanica Golovin
- Urocystis tothii Vánky
- Urocystis tranzscheliana (Lavrov) Zundel
- Urocystis trautvetteriae Vánky
- Urocystis trientalis (Berk. & Broome) B.Lindeb.
- Urocystis trillii H.S.Jacks.
- Urocystis triseti (Cif.) Zundel
- Urocystis tritici Körn.
- Urocystis trollii Nannf.
- Urocystis uleana Henn.
- Urocystis ulei Magnus
- Urocystis ulmariae (Liro) Vánky
- Urocystis violae (Sowerby) A.A.Fisch.Waldh.
- Urocystis vulpiae Vánky
- Urocystis wangii L.Guo
- Urocystis xilinhotensis L.Guo & H.C.Zhang
- Urocystis yunnanensis L.Guo

## Synonymie
Urocystis a pour synonymes :
- Ginanniella Cif.
- Granularia Sowerby
- Polycystis Lév.
- Polysaccopsis Henn.
- Tuburcinia Woronin, 1882
- Tuburciniella Zambett.